# Renato Berardinucci
Renato Berardinucci (Filadelfia, 1921 – Arischia, 11 giugno 1944) è stato un partigiano italiano.
Medaglia d'oro al valor militare alla memoria.

## Biografia
Figlio di italiani emigrati nel Nord America, Berardinucci era tornato in Italia nel 1939 ed aveva frequentato il liceo a Pescara. Dopo l'8 settembre 1943, il giovane era entrato, tra i primi, nelle file della resistenza abruzzese. Si era impegnato soprattutto, grazie alla conoscenza della lingua, nel dare aiuto ai prigionieri anglo-americani fuggiti dai campi di concentramento. Berardinucci divenne presto comandante di una banda partigiana. Arrestato dai tedeschi e tradotto al comando tedesco di Arischia, il giovane partigiano fu condannato alla fucilazione insieme con tre suoi compagni. Quando i tedeschi ebbero allineati i condannati contro il muro del cimitero di Arischia, Berardinucci, come ricorda la motivazione della decorazione al valore, "non si dava per vinto, ma con un gesto di sublime follia, si scagliava armato soltanto della volontà e della fede contro il plotone di esecuzione": lui e Vermondo Di Federico rimasero uccisi, Giuseppe Padovano e Umberto Collepalumbo riuscirono invece a salvarsi.